# Guds son är född
Guds son är född, även känd som trettondedagsvisan eller Borritz julkväde är en svensk julpsalm från 1700-talet.

## Historik
Guds son är född, även känd som Borritz julkväde är en svensk julpsalm som trycktes i skillingtryck 1777. En version av Kerstin Malmros "Kitta på Hatten" i Knäreds socken upptecknades 1959 av spelmannen August Ysenius och publicerades 2021 i boken Folkliga koraler från södra Sverige.

## Publicerad i
- Folkliga koraler från södra Sverige som nummer 6 Ack, hjärtans fröjd.[1]
- Folkliga koraler från södra Sverige som nummer 67 Guds son är född i Betlehem.[1]